# Mistrzostwa świata w szachach 1985

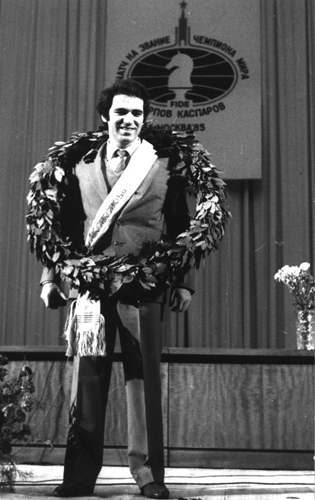
Mistrz świata 1985, Garri Kasparow

Mistrzostwa świata w szachach 1985 – mecz szachowy, pomiędzy aktualnym mistrzem świata – Anatolijem Karpowem, a zwycięzcą meczów pretendentów – Garrim Kasparowem, rozegrany w Moskwie od 3 września do 9 listopada 1985 r. pod egidą Międzynarodowej Federacji Szachowej FIDE. Mecz był konsekwencją unieważnionego meczu Karpow-Kasparow z 1984 roku.
Garri Kasparow wygrał mecz 13:11 i w ten sposób przerwał 10-letnie panowanie Anatolija Karpowa. Kasparow został trzynastym mistrzem świata.

## Zasady
Liczba partii została ograniczona do 24 partii. Mistrzem świata zostaje ten zawodnik, który wygra 6 partii lub zdobędzie 12½ lub 13 punktów. W przypadku wyniku 12:12 mistrzem świata zostaje Karpow.
Z uwagi na trudności z ustaleniem jednego sędziego głównego mecz prowadziło dwóch sędziów głównych (na równych prawach) - Andriej Malczew (Bułgaria) z listy Karpowa oraz Vladas Mikėnas z listy Kasparowa.
Oficjalnymi sekundantami Karpowa byli: Igor Zajcew oraz Siergiej Makaryczew, a Kasparowowi pomagali: Aleksandr Nikitin i Josif Dorfman.
|                 | Rating | 1 | 2 | 3 | 4 | 5 | 6 | 7 | 8 | 9 | 10 | 11 | 12 | 13 | 14 | 15 | 16 | 17 | 18 | 19 | 20 | 21 | 22 | 23 | 24 | Punkty |
| --------------- | ------ | - | - | - | - | - | - | - | - | - | -- | -- | -- | -- | -- | -- | -- | -- | -- | -- | -- | -- | -- | -- | -- | ------ |
| Garri Kasparow  | 2700   | 1 | ½ | ½ | 0 | 0 | ½ | ½ | ½ | ½ | ½  | 1  | ½  | ½  | ½  | ½  | 1  | ½  | ½  | 1  | ½  | ½  | 0  | ½  | 1  | 13     |
| Anatolij Karpow | 2720   | 0 | ½ | ½ | 1 | 1 | ½ | ½ | ½ | ½ | ½  | 0  | ½  | ½  | ½  | ½  | 0  | ½  | ½  | 0  | ½  | ½  | 1  | ½  | 0  | 11     |